# Liste der angolanischen Botschafter in Portugal
Die angolanische Botschaft befindet sich in der Avenida da República, 68 in Lissabon.
| Ernannt / Akkreditiert | Leiter der Auslandsvertretung          | Bemerkungen | ernannt von                         | akkreditiert bei      | Posten verlassen |
| ---------------------- | -------------------------------------- | --- | ----------------------------------- | --------------------- | ---------------- |
| Juni 1978              | Adriano João Sebastião                 | Kiwima (* 11. August 1923 in Calomboloca, Provinz Bengo; † 3. März 2010 in Luanda) 1982 wurde er Botschafter in Brazzaville                     | Lopo do Nascimento                  | António Ramalho Eanes | 1982             |
| 1982                   | Fernando José de França Dias Van Dúnem | Von Februar 1986 bis Ende 1988 löste er Diogenes Boavida als Justizminister ab.                                                                 | José Eduardo dos Santos             | António Ramalho Eanes | 1986             |
| 30. Apr. 1985          | Mawete João Baptista                   | (* 1947) zeitgleich in Madrid akkreditiert, ab 11. November 2008 Botschafter in Kinshasa, seit 1. Dezember 2009 Gouverneur der Provinz Cabinda. | José Eduardo dos Santos             | António Ramalho Eanes |                  |
| 1993                   | Rui Mingas                             | (* 12. Mai 1939) | Marcolino Moco                      | Mário Soares          | 1995             |
| Sep. 1995              | José Gonçalves Martins Patrício        | | Marcolino Moco                      | Mário Soares          | Nov. 1999        |
| 1999                   | Osvaldo de Jesus Serra Van-Dúnem       | († Mai 2006) | José Eduardo dos Santos             | Jorge Sampaio         | 2002             |
| 2002                   | Assunção dos Anjos                     | | Fernando da Piedade Dias dos Santos | Jorge Sampaio         |                  |
| 13. Apr. 2009          | José Marcos Barrica                    | (* 1962 in Cabinda), 1999–2008: Jugend- und Sportminister.                                                                                      | António Paulo Kassoma               | Aníbal Cavaco Silva   |                  |